# Idolomorpha madagascariensis
Idolomorpha madagascariensis är en bönsyrseart som beskrevs av John Obadiah Westwood 1889. Idolomorpha madagascariensis ingår i släktet Idolomorpha och familjen Empusidae. Inga underarter finns listade i Catalogue of Life.